# Hayley Wolff
Hayley Wolff (* 1964 in New York City), ehemalige Wolff Kissel, ist eine ehemalige US-amerikanische Freestyle-Skierin. Sie startete anfangs in allen Disziplinen, spezialisierte sich aber im Laufe ihrer Karriere auf die Buckelpiste. Bei den ersten Weltmeisterschaften 1986 gewann sie die Silbermedaille, im Weltcup entschied sie einmal die Disziplinenwertung sowie neun Einzelrennen für sich.

## Biografie

### Sportliche Laufbahn
Hayley Wolff wuchs als Kind eines wohlhabenden Vaters an der New Yorker East Side auf. Das Skifahren erlernte sie im Alter von zwei Jahren bei Wochenendausflügen nach Neuengland. Im Alter von sechs bis zwölf Jahren nahm sie an Skirennen teil, wechselte danach aber wie ihr Bruder zum Freestyle-Skiing.
Wolff gab im Januar 1981 in Laax ihr Debüt im Freestyle-Skiing-Weltcup. Im folgenden Monat gelang ihr mit Rang drei beim Springen (Aerials) am Oberjoch ihr erster Podestplatz. Während der Saison 1982 erreichte sie weitere Podestplätze in den Disziplinen Aerials und Moguls sowie in der Kombination. Am Ende der Saison feierte sie auf der Buckelpiste am Oberjoch ihren ersten Weltcupsieg und schaffte in der Weltcup-Gesamtwertung als Dritte ein Karrierehoch. In der Moguls-Disziplinenwertung musste sie sich nur ihrer Landsfrau Hilary Engisch geschlagen geben. 1983 entschied sie die Wertung dank dreier Einzelsiege für sich, danach konzentrierte sie sich auf ihre Paradedisziplin Moguls.
In den folgenden beiden Wintern gelangen Wolff weitere Weltcupsiege, in der Disziplinenwertung musste sie sich jedoch einmal Engisch und einmal einer weiteren Landsfrau, Mary Jo Tiampo, geschlagen geben. Bei den ersten Weltmeisterschaften 1986 gewann sie hinter Tiampo die Silbermedaille. In Folge nachlassender Resultate und lediglich eines Sieges in vier Jahren beendete sie im Januar 1989 ihre Karriere. 

### Weitere Karriere und Privatleben
Bereits während ihrer sportlichen Laufbahn studierte Hayley Wolff Business an der University of Pennsylvania und arbeitete im Sommer an der Wall Street. Später erwarb sie sich einen MBA an der Columbia University und arbeitete als Analystin und Controllerin für Merrill Lynch und andere Finanzunternehmen.
Während Wolff in Stratton, Vermont, Skiunterreicht gab, lernte sie den Immobilienmakler Andrew Kissel (1959–2006) kennen, den sie 1992 heiratete. Das Paar ließ sich an der Upper East Side nieder und hatte zwei gemeinsame Töchter. Kissel gründete ein Unternehmen und verdiente mit der Entwicklung von Immobilien ein Millionenvermögen. Nachdem bekannt wurde, dass er sich in der Funktion des Schatzmeisters an der eigenen Genossenschaft bereichert hatte, musste er hohe Geldbeträge zurückzahlen. Die Familie übersiedelte nach Greenwich, Connecticut, wo Andrew als Großinvestor auftrat und zu einem der einflussreichsten Bürger avancierte. Im November 2003 wurde Hayleys Schwager Robert Kissel, Investmentbanker in Hongkong, von seiner Ehefrau ermordet, woraufhin sie und Andrew deren drei Kinder bei sich aufnahmen.
Weil Andrew Kissel trank und Drogen nahm, seine Frau betrog und Hayley hinter seinem finanziellen Erfolg ein Ponzi scheme vermutete, reichte sie im Februar 2005 die Scheidung ein. Das Sorgerecht für Roberts Kinder ging schließlich an dessen Schwester Jane. Nachdem das FBI Kissel Betrug im Ausmaß von 25 Millionen Dollar in drei Bundesstaaten nachgewiesen hatte, verlor die im Zerfall begriffene Familie ihre Immobilien, darunter die Wohnung an der New Yorker East Side und ein Wochenendhaus in Vermont.
Kurz vor der Urteilsverkündung (Mindestmaß acht Jahre Freiheitsstrafe) fanden Möbelpacker Andrew am 3. April 2006 gefesselt, sein T-Shirt über den Kopf gezogen, und mit Stichwunden am Rücken, tot im Keller seines Mietshauses in Greenwich. Hayley Wolff galt zunächst als Verdächtige, zumal sie in einer E-Mail-Korrespondenz mit ihrer Schwägerin Jane Mordfantasien gegenüber Andrew geäußert hatte. Schwiegervater Bill bezeichnete sie außerdem als „moneygrubbing bitch“ (geldgierige Schlampe) und machte sie entgegen ihrer Bekundungen für den ausschweifenden Lebensstil seines Sohnes verantwortlich. Auch ein assistierter Suizid, um den beiden Kindern die Lebensversicherungsprämie zu vererben, wurde anfangs nicht ausgeschlossen. Die Ermittler deckten schließlich ein Mordkomplott zwischen Kissels Chauffeur und Assistenten Carlos Trujillo und dessen Cousin auf. Beide wurden zu mehrjährigen Haftstrafen verurteilt, wer letztlich den Mord zu verantworten hatte, konnte nicht einwandfrei geklärt werden.
Hayley Wolff lebt heute in Westport, Connecticut.

## Erfolge

### Weltmeisterschaften
- Tignes 1986: 2. Moguls

### Weltcupwertungen
| Saison  | Gesamt | Gesamt | Aerials | Aerials | Moguls | Moguls | Ballett | Ballett | Kombination | Kombination |
| Saison  | Platz  | Punkte | Platz   | Punkte  | Platz  | Punkte | Platz   | Punkte  | Platz       | Punkte      |
| ------- | ------ | ------ | ------- | ------- | ------ | ------ | ------- | ------- | ----------- | ----------- |
| 1981    | 9.     | 42     | 5.      | 26      | 9.     | 12     | –       | –       | 7.          | 4           |
| 1982    | 3.     | 88     | 4.      | 33      | 2.     | 33     | 13.     | 1       | 3.          | 21          |
| 1983    | 4.     | 24     | 7.      | 24      | 1.     | 46     | 17.     | 5       | 4.          | 22          |
| 1984    | 13.    | 10     | –       | –       | 2.     | 63     | –       | –       | –           | –           |
| 1984/85 | 9.     | 10     | –       | –       | 2.     | 70     | –       | –       | –           | –           |
| 1985/86 | 15.    | 9      | –       | –       | 4.     | 37     | –       | –       | –           | –           |
| 1986/87 | 15.    | 9      | –       | –       | 6.     | 64     | –       | –       | –           | –           |
| 1987/88 | 30.    | 4      | –       | –       | 12.    | 25     | –       | –       | –           | –           |
| 1988/89 | 55.    | 0      | –       | –       | 19.    | 3      | –       | –       | –           | –           |

### Weltcupsiege
Wolff errang im Weltcup 37 Podestplätze, davon 9 Siege:
| Datum           | Ort          | Land        | Disziplin |
| --------------- | ------------ | ----------- | --------- |
| 21. März 1982   | Oberjoch     | Deutschland | Moguls    |
| 19. Januar 1983 | Tignes       | Frankreich  | Moguls    |
| 3. Februar 1983 | Livigno      | Italien     | Moguls    |
| 5. Februar 1983 | Livigno      | Italien     | Moguls    |
| 20. Januar 1984 | Breckenridge | USA         | Moguls    |
| 11. Januar 1985 | Mont Gabriel | Kanada      | Moguls    |
| 26. Januar 1985 | Breckenridge | USA         | Moguls    |
| 16. März 1985   | La Clusaz    | Frankreich  | Moguls    |
| 10. Januar 1987 | Mont Gabriel | Kanada      | Moguls    |